# 坦氏奇口肩管魚
坦氏奇口肩管魚，為管肩魚科的其中一種，為深海魚類，分布於東太平洋巴拿馬灣海域，深度可達1750公尺，體長可達13.7公分，棲息在中層水域，生活習性不明。